# Галкина-Самитова, Гульнара Искандеровна
Гульнара́ Исканде́ровна Га́лкина-Сами́това (род. 9 июля 1978, Набережные Челны, Татарская АССР, РСФСР, СССР) — российская легкоатлетка, первая в истории олимпийская чемпионка на дистанции 3000 м с препятствиями.
Экс-рекордсменка мира в беге на 3000 метров с препятствиями.
На Олимпиаде в Пекине в 2008 году 17 августа на впервые проводившейся в рамках Олимпийских игр дистанции 3000 м с препятствиями завоевала золото с новым мировым рекордом 8 мин 58,81 сек.
Общество «Динамо», с августа 2008 в звании капитана милиции.
На Лиссабонском полумарафоне 2013 года заняла 13-е место с результатом 1:15.50.

## Награды и звания
- Орден Дружбы — За большой вклад в развитие физической культуры и спорта, высокие спортивные достижения на Играх XXIX Олимпиады 2008 года в Пекине[2]
- Заслуженный мастер спорта России